# Économie de l'Ouganda
L'économie de l'Ouganda présente un fort potentiel et semble bien partie pour une croissance et un développement rapides. L'Ouganda est doté d'importantes ressources naturelles, notamment de vastes terres fertiles, de précipitations régulières et de gisements minéraux.
L'instabilité politique chronique et la gestion économique erratique depuis la mise en œuvre de l'autonomie ont entraîné un déclin économique persistant qui a placé l'Ouganda parmi les pays les plus pauvres et les moins développés du monde. L'économie informelle, majoritairement féminine, est définie au sens large comme un groupe d'individus vulnérables sans protection dans leur travail. Les femmes sont confrontées à une multitude d'obstacles spécifiques au genre lorsqu'elles tentent d'accéder à l'économie formelle ougandaise, et des recherches ont révélé des préjugés à l'encontre des femmes du secteur informel en matière de prêts,. Les besoins énergétiques nationaux ont toujours dépassé la production nationale d'énergie, bien que d'importantes réserves de pétrole aient été découvertes dans l'ouest du pays.
Après les troubles de l'ère Amin Dada, le pays a lancé un programme de relance économique en 1981, qui a bénéficié d'une aide étrangère considérable. À partir du milieu de l'année 1984, des politiques budgétaires et monétaires excessivement expansionnistes et la recrudescence des troubles civils ont entraîné un recul des performances économiques.
L'économie est en croissance depuis les années 1990 ; le produit intérieur brut (PIB) réel a progressé en moyenne de 6,7 % par an entre 1990 et 2015, tandis que le PIB réel par habitant a progressé de 3,3 % par an au cours de la même période. Durant cette période, l'économie ougandaise a connu une transformation économique : la part de la valeur ajoutée agricole dans le PIB est passée de 56 % en 1990 à 24 % en 2015 ; la part de l'industrie est passée de 11 % à 20 % (le secteur manufacturier progressant à un rythme plus lent, passant de 6 % à 9 % du PIB) ; et la part des services est passée de 32 % à 55 %.

## Histoire économique

Évolution du PIB réel par habitant de Ouganda.

Une situation politique instable et une gestion économique erratique ont fait de l'Ouganda un des pays les moins développés et un des plus pauvres du monde. Le pays souffre d'être enclavé, ce qui ne facilite pas le commerce extérieur, il a aussi été perturbé par les guerres à répétition dans la région des grands lacs.

### Idi Amin Dada
La dictature d'Idi Amin Dada (1971-1979) s'est montrée catastrophique sur le plan humain, mais aussi sur le plan économique. En particulier, son ordre d'expulsion de dizaines de milliers de personnes d'origine indienne, une population très entreprenante, a provoqué une crise économique profonde. La bourgeoisie des affaires, à Kampala, était composée essentiellement d'indiens et les autochtones travaillaient souvent à des postes jugés subalternes. Sa décision était donc d'essence nationaliste.

### Milton Obote
Au début des années 1980, le retour d'une démocratie fragile sous Milton Obote a permis une relance lente de l'économie. Le projet de loi extraordinaire prévoyait le retour des exilés dans leurs possessions, mais en fait les dégâts étaient considérables. La croissance se maintient autour de 5,9 % par an au cours des années 80 et 5 % pendant la décennie suivante.

### Yoweri Museveni
L'économie est dynamique car elle bénéficie d'une politique d'ouverture aux investissements internationaux propice aux affaires. L'immigration de milliers d'indiens est encouragée, comme une forme de résistance face à l'influence croissante de la Chine en Afrique.

## Secteur primaire

### Des grosses ressources enhydrocarbures
Du pétrole a été repéré dans la région du Lac Albert. 6,5 milliards de barils, dont 1,5 récupérables. Les premiers barils devraient être mis sur le marché à partir de 2020. La production devrait atteindre les 200000 barils par jour, d'ici à 2020. Le pétrole brut sera exporté vers le port tanzanien de Tanga via un oléoduc. Une partie (30000 barils par jour) du pétrole exploité doit être raffiné à Hoima, pour bénéficier en partie au marché intérieur.

### Mines et pétrole
Les principaux gisements minéraux de l'Ouganda sont l'or, le tungstène, l'étain, le béryl et la tantalite dans le sud; le tungstène, l'argile et le granite entre zéro et deux degrés de latitude nord; et l'or, le mica, le cuivre, le calcaire et le fer dans le nord.
Fin 2012, le gouvernement ougandais a été poursuivi en justice au sujet de la TVA qu'il avait appliquée aux biens et services achetés par Tullow Oil, une compagnie pétrolière étrangère alors présente dans le pays. L'affaire a été entendue par un tribunal international basé aux États-Unis. Le gouvernement ougandais a insisté sur le fait que Tullow ne pouvait pas réclamer les taxes sur les fournitures comme coûts récupérables avant le début de la production pétrolière. Des sources au sein du gouvernement révèlent que la principale préoccupation actuelle réside dans la manière dont des millions de dollars ont été perdus au cours de la dernière décennie, argent qui aurait pu rester en Ouganda pour être investi dans le secteur public; Un rapport de Global Financial Integrity a récemment révélé que les flux financiers illicites en provenance d'Ouganda entre 2001 et 2012 s'élevaient à 680 millions de dollars. Tullow Oil était représentée dans cette affaire par le cabinet Kampala Associated Advocates, dont le fondateur est Elly Kurahanga, président de Tullow Uganda. Peter Kabatsi, associé du cabinet Kampala Associated Advocates, a également été solliciteur général de l'Ouganda entre 1990 et 2002. Il a nié avoir négocié des contrats avec des sociétés pétrolières étrangères pendant cette période.
En juin 2015, le gouvernement ougandais et Tullow Oil ont réglé un différend de longue date concernant le montant de certains impôts sur les plus-values que l'entreprise devait à l'État. Le gouvernement a affirmé que l'entreprise devait 435 millions de dollars. La réclamation a cependant été réglée à l'amiable pour 250 millions de dollars.
En avril 2018, le gouvernement a signé des accords avec le Consortium de raffinerie Albertine Graben, un consortium international dirigé par General Electric (États-Unis), pour la construction d'une raffinerie de pétrole ougandaise d'une capacité de 60 000 barils par jour, dans l'ouest du pays. Le coût du projet est estimé à environ 4 milliards de dollars américains,.

### Une agriculture prometteuse
Le climat de l'Ouganda et des sols riches permet de cultiver du café (7e exportateur mondial en 1997), de la canne à sucre, du coton, des patates douces. L'élevage laitier se développe.
- Les projets de production de produits laitiers Sameer Agriculture sont le résultat d'investissements kényans et indiens. Ils projettent de construire à Kampala une des plus grandes usines de lait en poudre d'Afrique.

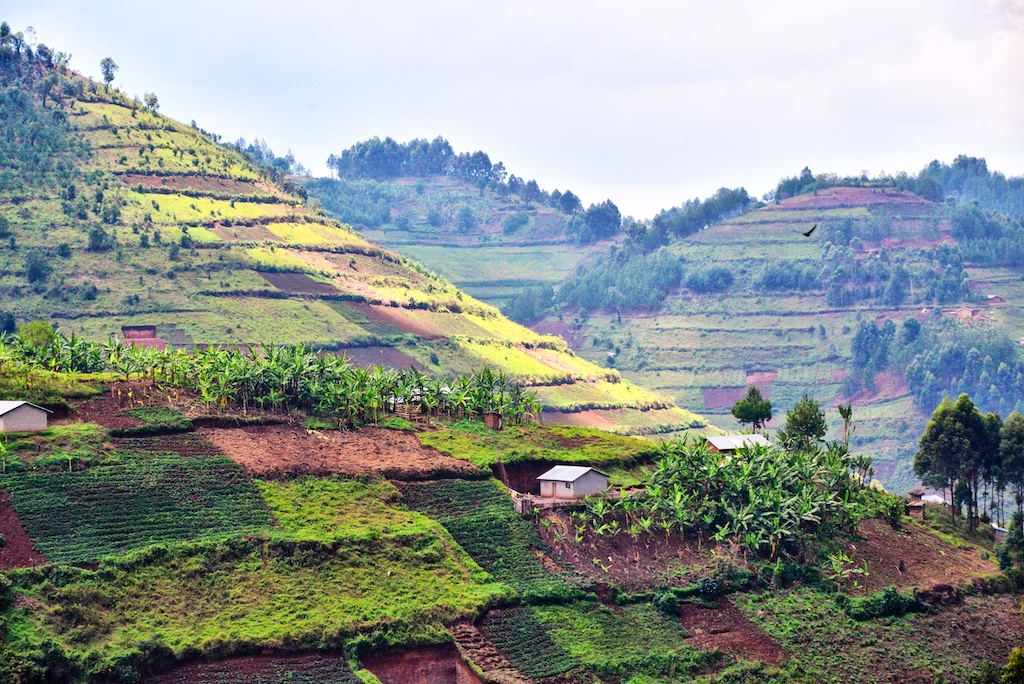
Cultures en terrasses
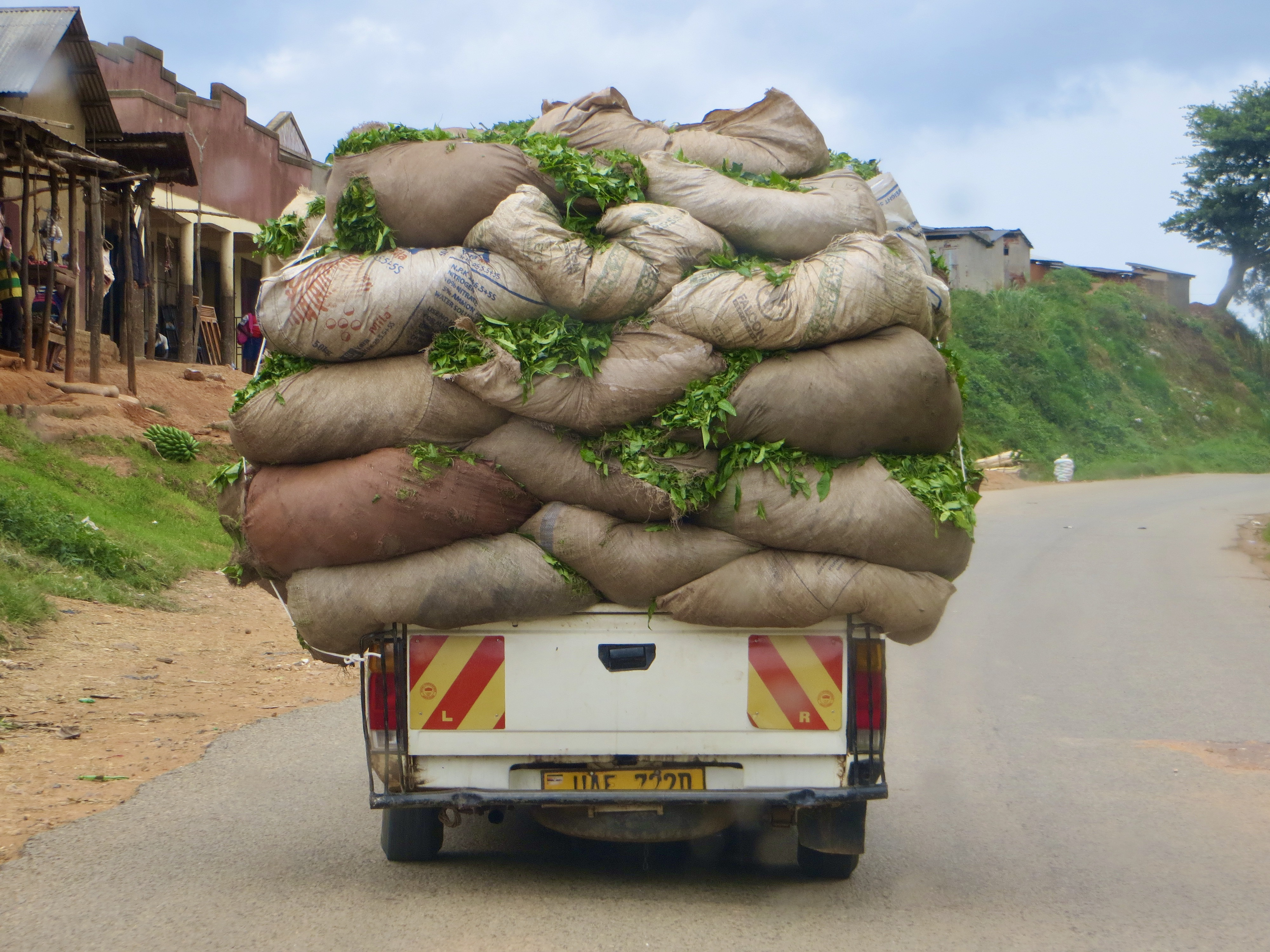
Thé
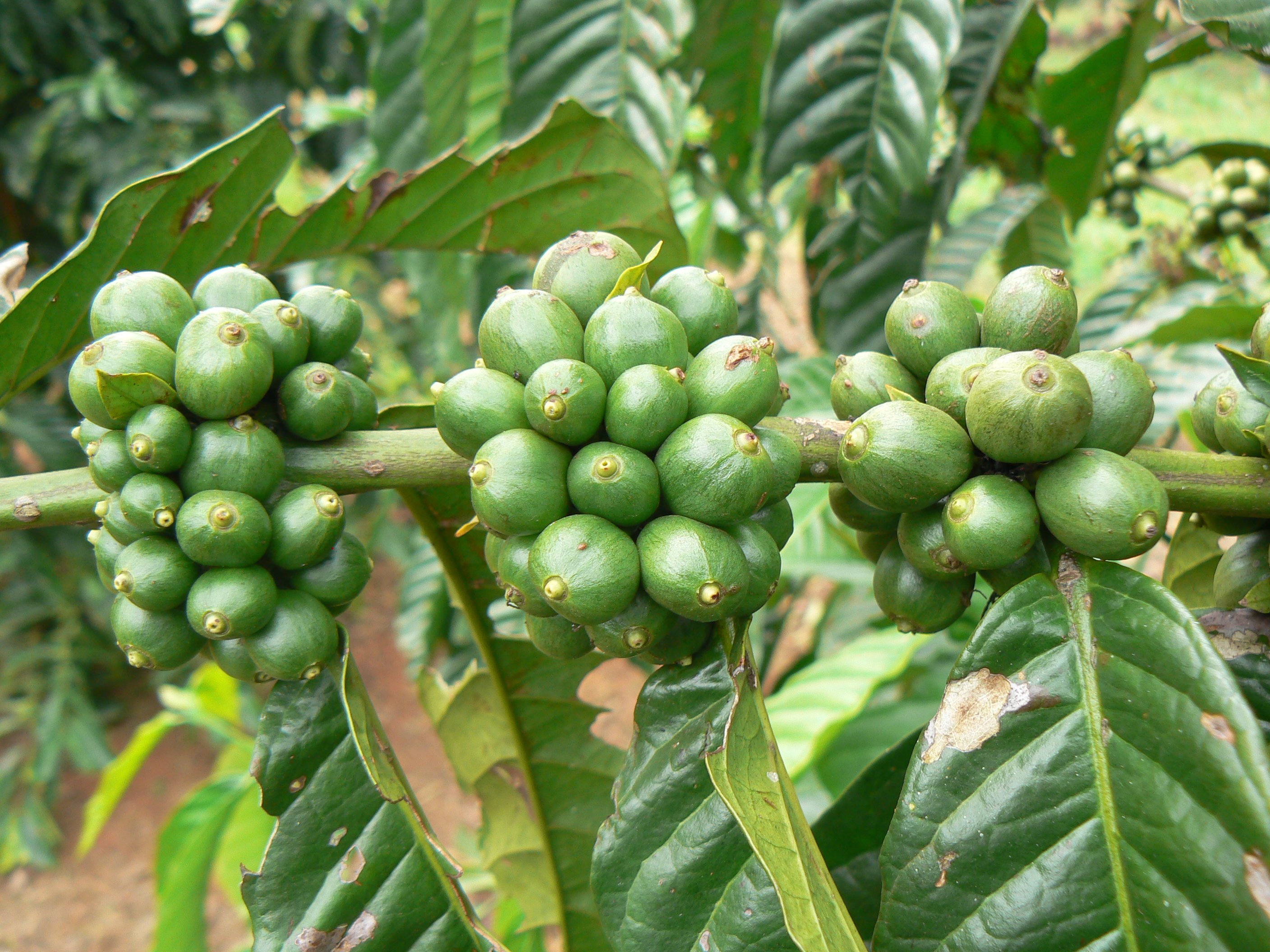
Café
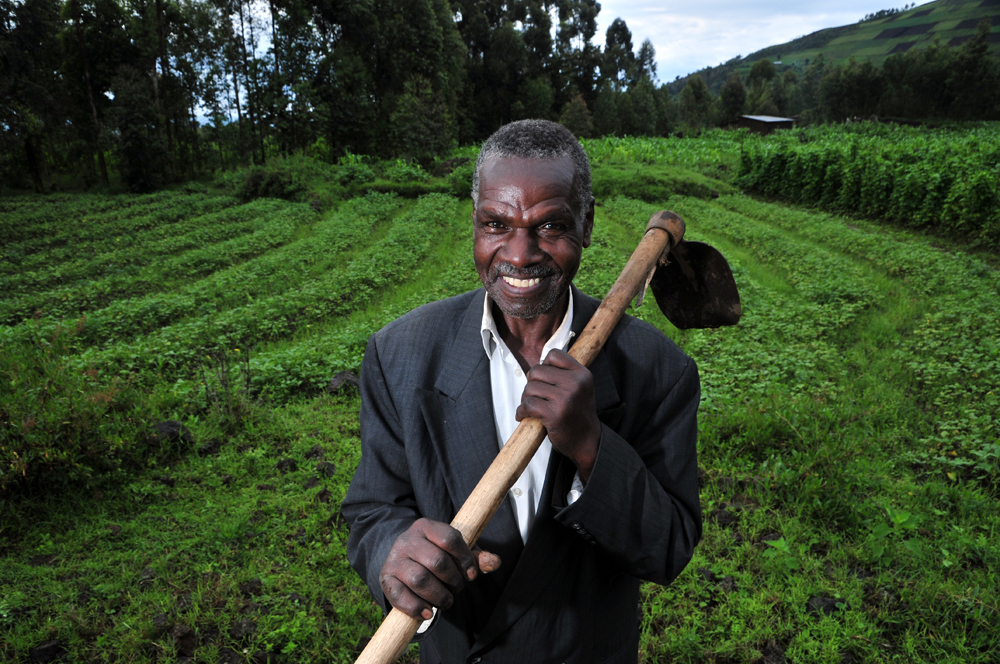
Haricots
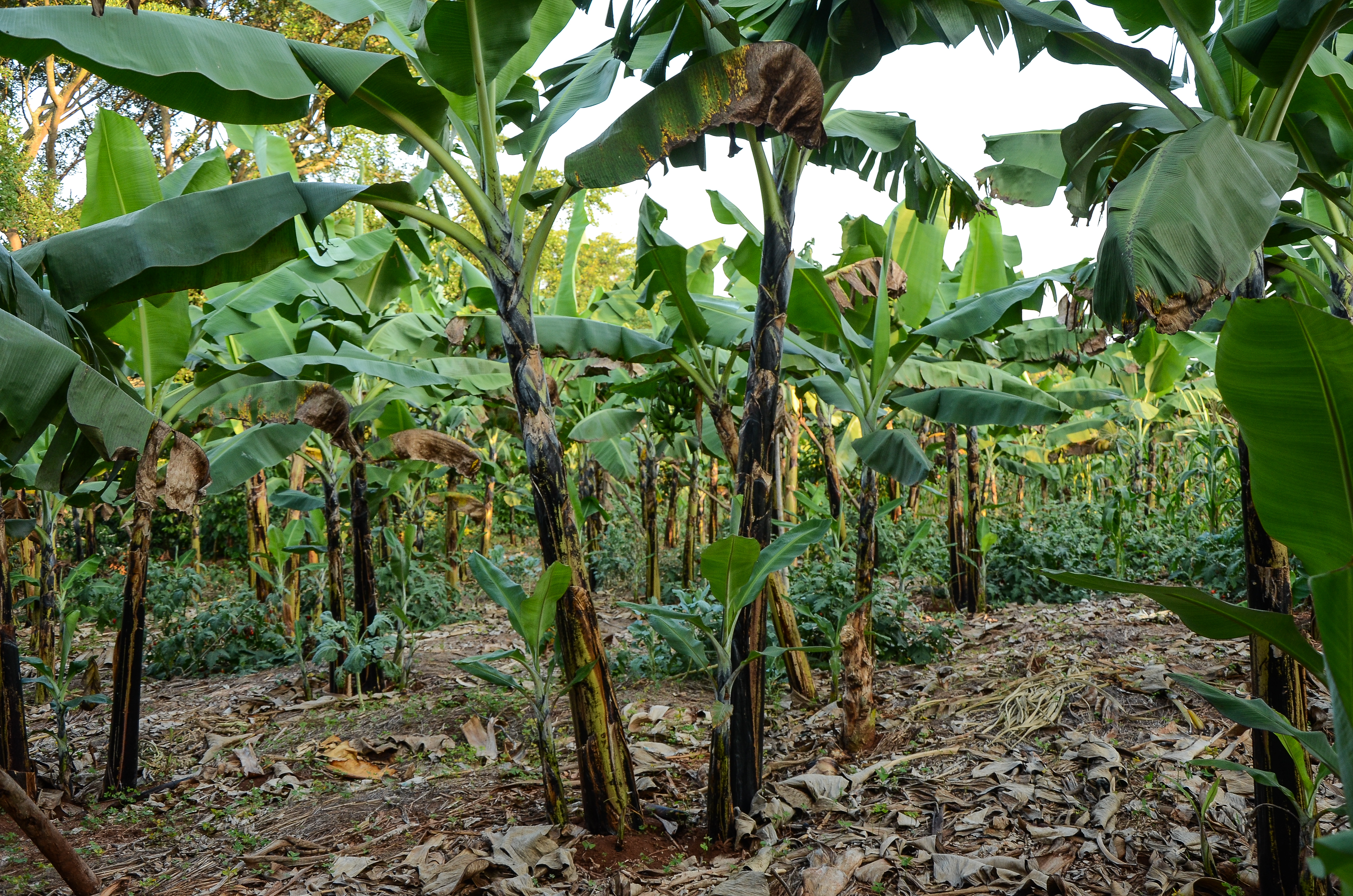
Bananes
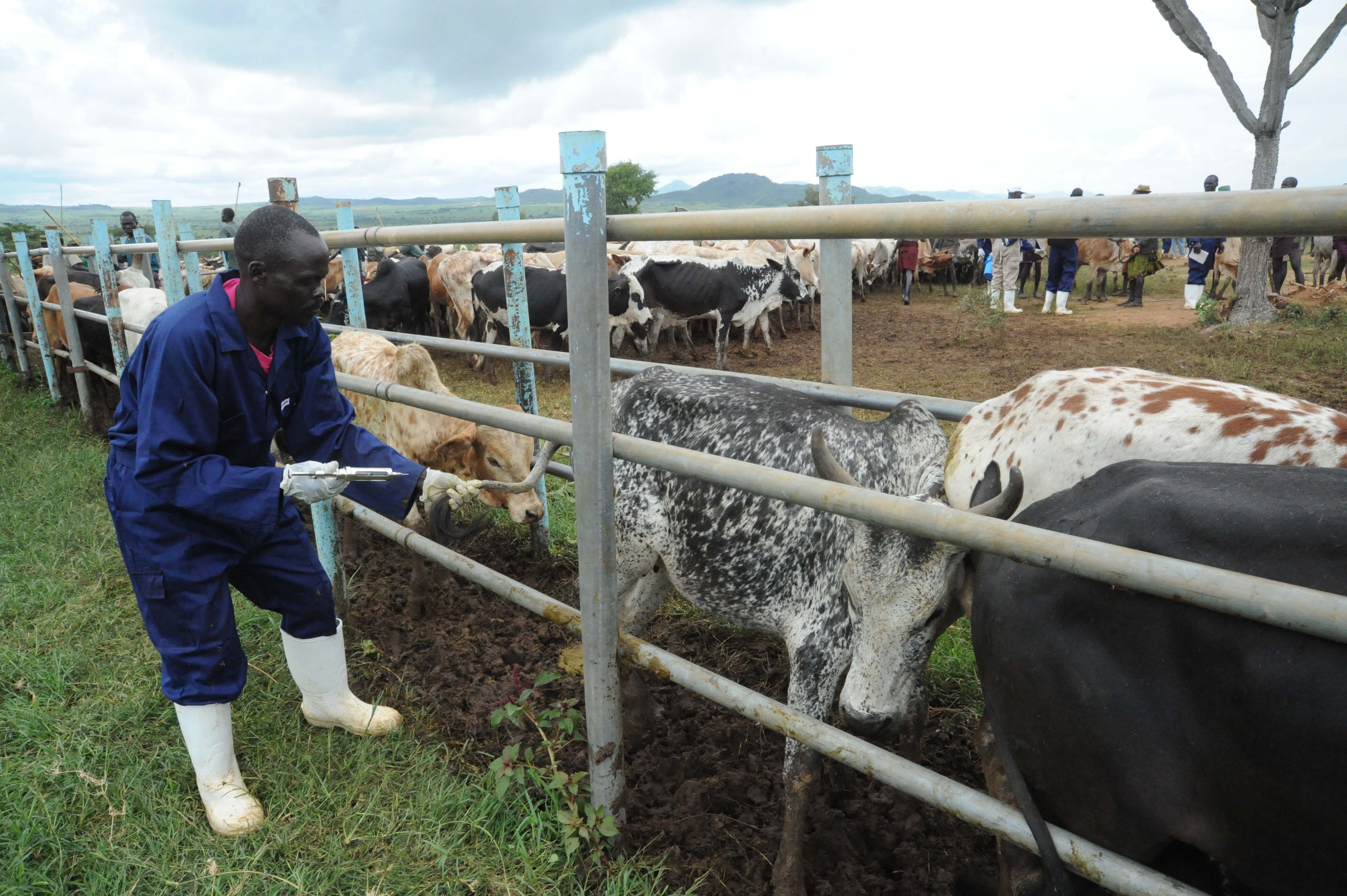
Élevage

### La pêche
Le potentiel de développement des activités piscicoles est important, sur le littoral du grand Lac Victoria, du Lac Albert, en particulier les perches du Nil.

## Secteur secondaire
L'industrie comme le commerce sont traditionnellement entre les mains de grandes familles d'entrepreneurs d'origines indienne.
- La raffinerie de sucre de Kakira, propriété de la famille Madhvani d'origine indienne, de retour en 1986, a une capacité de production de plus de 1,5 million de tonnes par an.
- La famille Madhvani étend ses activités en Afrique, au Moyen-Orient, en Europe, en Inde, dans des domaines aussi variés que la sucrerie, la verrerie, l'hôtellerie.
- L'entreprise d'Atul Radia investit dans les technologies de l'information.
- Jayesh Patel dirige une industrie de coton.

## Secteur tertiaire

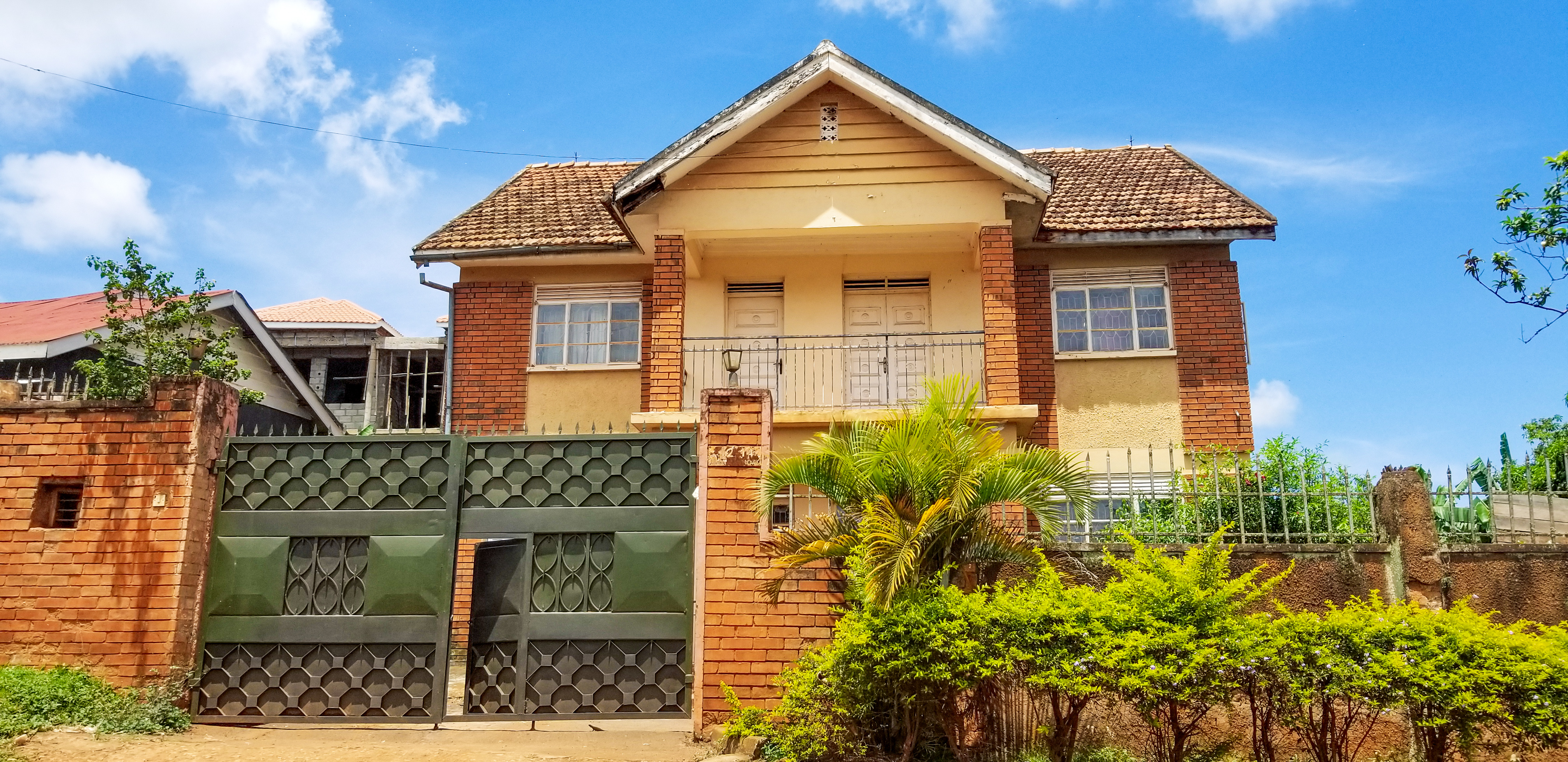
Villa cossue à Entebbe.

Le groupe Meera, propriété de la famille Ruparelia, d'origine indienne, de retour après la fin de la dictature, est un des plus dynamiques d'Afrique dans des secteurs aussi variés que la banque, les bureaux de change, les hôtels, les centres de vacances, les compagnies d'assurance.

## Politique économique
Depuis l'an 2000, la croissance économique est au rendez-vous et quelques succès sont à noter: maîtrise de l'inflation, réhabilitation de l'infrastructure, hausse des exportations et des investissements.